# Programmable Gain Amplifier
Ein Programmable Gain Amplifier (PGA) (zu deutsch: Verstärker mit programmierbarer Verstärkung) besteht aus einem Operationsverstärker, der als nicht invertierter Verstärker (Elektrometer) beschaltet ist.
Je nach Typ und Hersteller kann die Rückkoppelung durch das Beschalten von einzelnen Pins (parallel), den SPI- oder I²C-Bus (seriell) geändert und so die Verstärkung verstellt werden.
Teilweise wird auch ein programmierbarer Analogmultiplexer verbaut, durch den zwischen den verschiedenen Eingangskanälen umgeschaltet werden kann.

## Anwendung
PGAs finden vor allem im Bereich der Messtechnik Anwendung, um die Empfindlichkeit einer Messung mit ADC (die Signale nur diskret und von deren Betriebsspannung abhängig, verarbeiten können) zu verbessern.
Die Möglichkeit einen internen Multiplexer zu verwenden, hat den Vorteil, dass nur wenige Pins des steuernden Elements (Mikrocontroller) verwendet werden müssen.